# Wladimir Schkodrow
| (4486) Mithra                                                          | 22. September 1987 | [1] |
| (9732) Juchnovski                                                      | 24. September 1984 | [2] |
| (11852) Shoumen                                                        | 10. September 1988 | [2] |
| (11856) Nicolabonev                                                    | 11. September 1988 |     |
| (14342) Iglika                                                         | 23. September 1984 | [2] |
| (14839) 1988 RH8                                                       | 11. September 1988 |     |
| - [1] zusammen mit Eric Walter Elst - [2] zusammen mit Wioleta Iwanowa |                    |     |

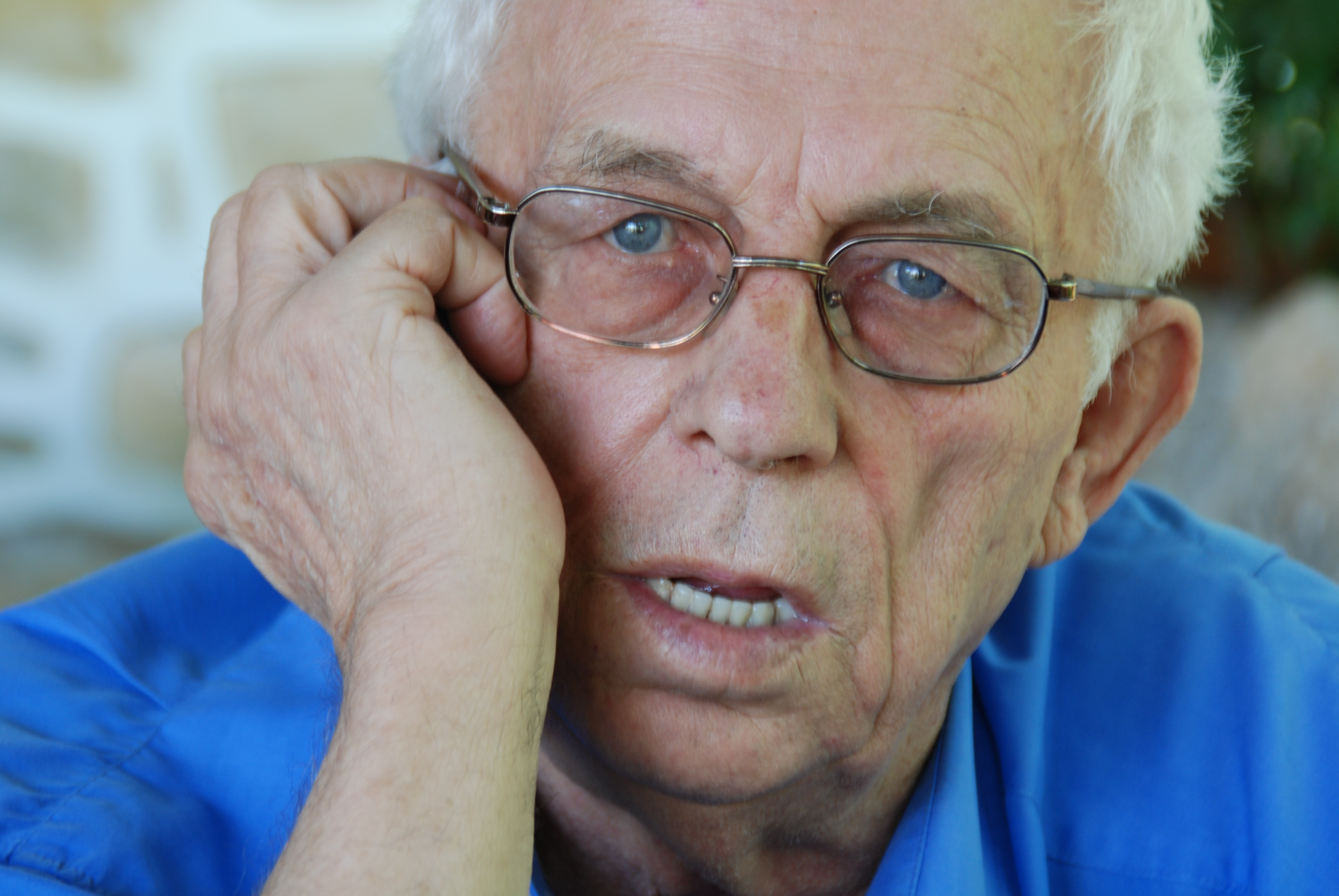
Wladimir Schkodrow

Wladimir Georgiew Schkodrow (bulgarisch Владимир Георгиев Шкодров; * 10. Februar 1930 in Lom; † 31. August 2010 in Sofia) war ein bulgarischer Astronom und Asteroidenentdecker.
Er entdeckte am Bulgarischen Nationalen Astronomischen Observatorium – Roschen zwischen 1984 und 1988 insgesamt neun Asteroiden, teilweise zusammen mit Kollegen.
Der Asteroid (4364) Shkodrov wurde nach ihm benannt.